# Punta dels Vedats
La Punta dels Vedats és una muntanya de 526 metres que es troba al municipi de la Granadella, a la comarca catalana de les Garrigues.